# Kancsanaburi
Kancsanaburi (thaiul írva: กาญจนบุรี, angol átírással: Kanchanaburi) egy város Thaiföldön, Bangkoktól közúton mintegy 120 km-re nyugatra.
Az agglomeráció lakossága kb. 52 000 fő volt 2000-ben.
1942-ben Kanchanaburi japán ellenőrzés alatt volt. A hadifoglyokat kényszerítették, hogy a hírhedt Thaiföld–Burma-vasútvonalat megépítsék, amelynek a Kanchanaburi melletti híd is része volt. Ez a történet ihlette a "Híd a Kwai folyón" című film rendezőit. A híd ma is látható és a turisták körében népszerű hely.

## Galéria

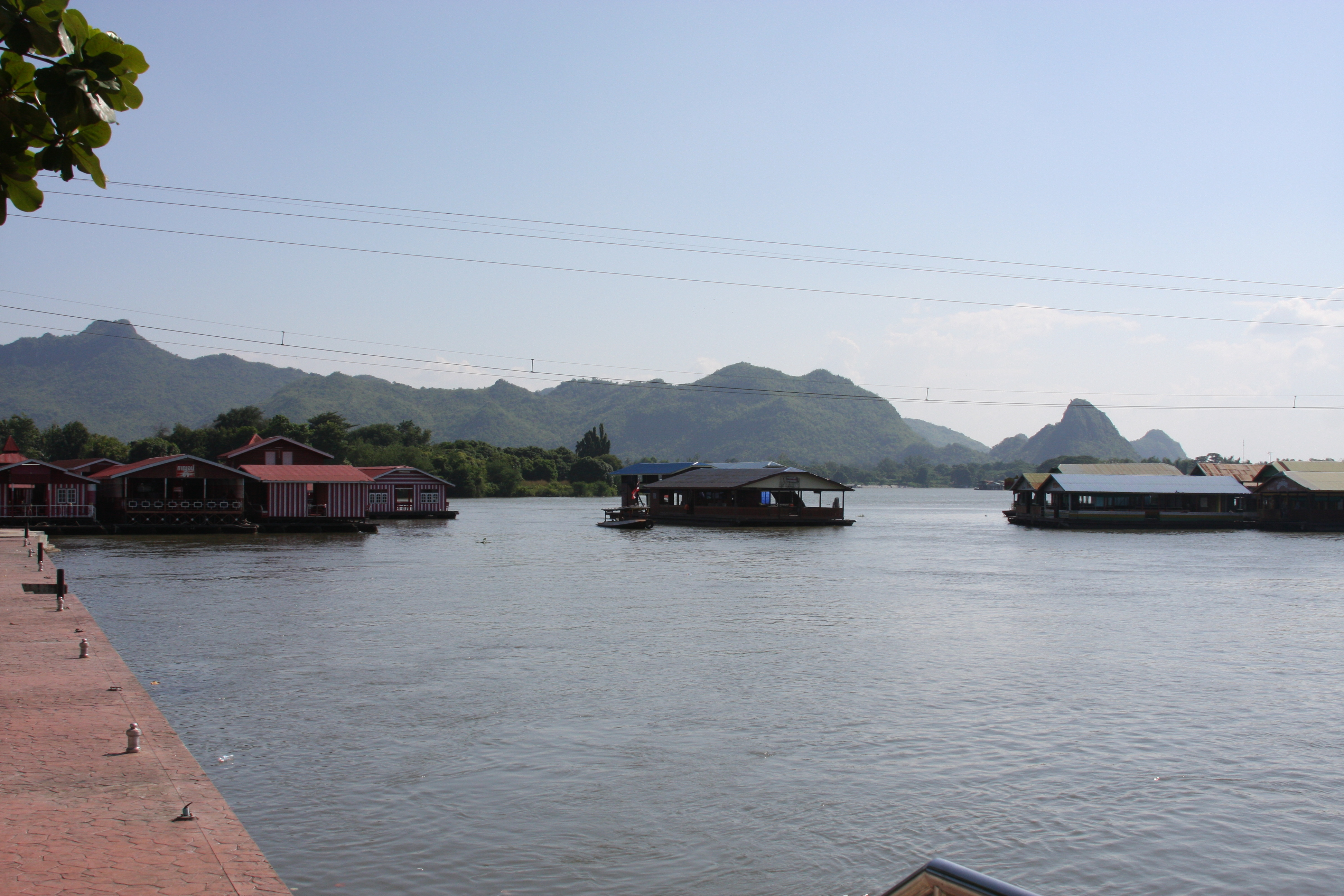
Tutajházak és a város környéki táj
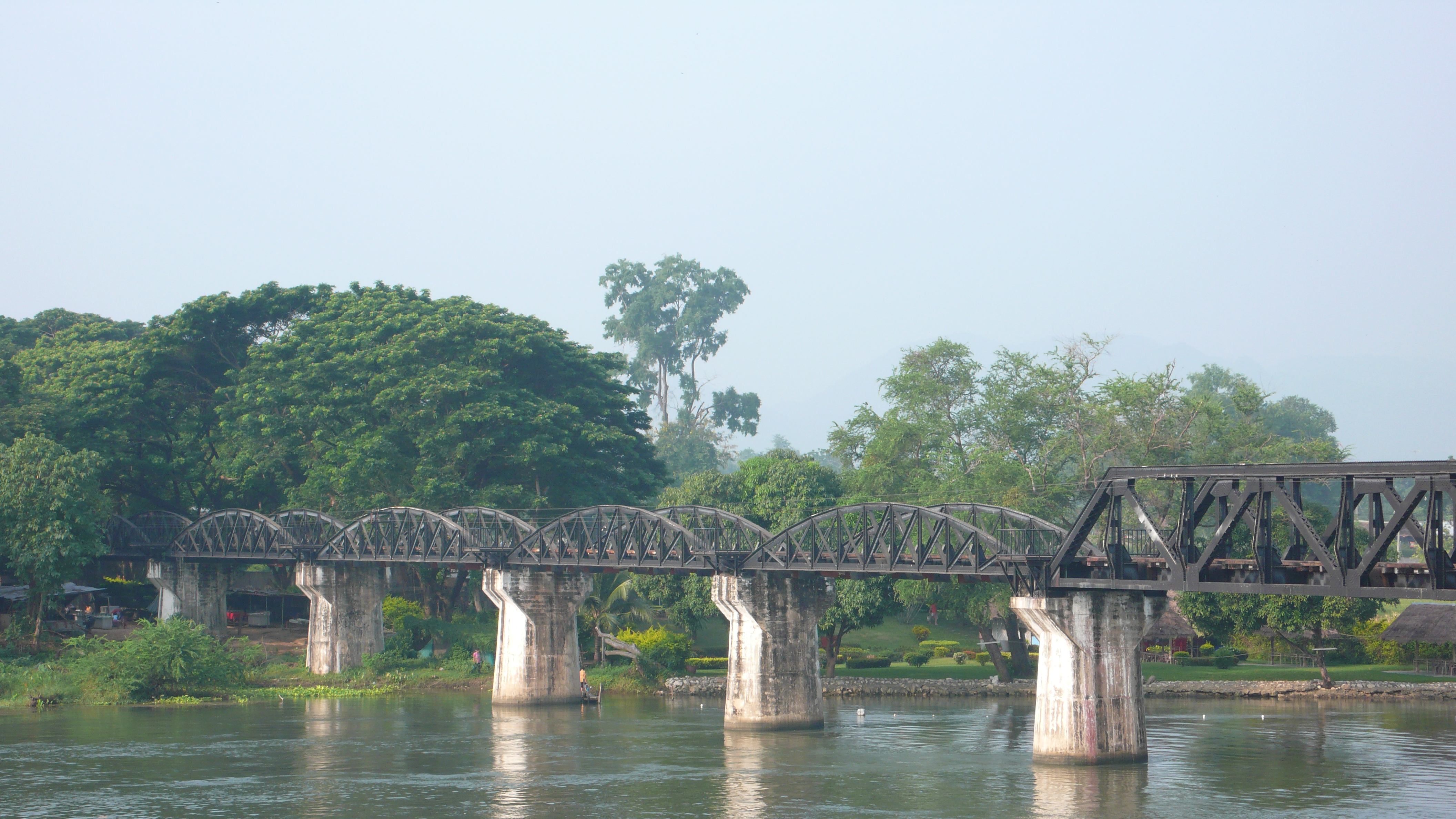
Híd a Kwai folyón
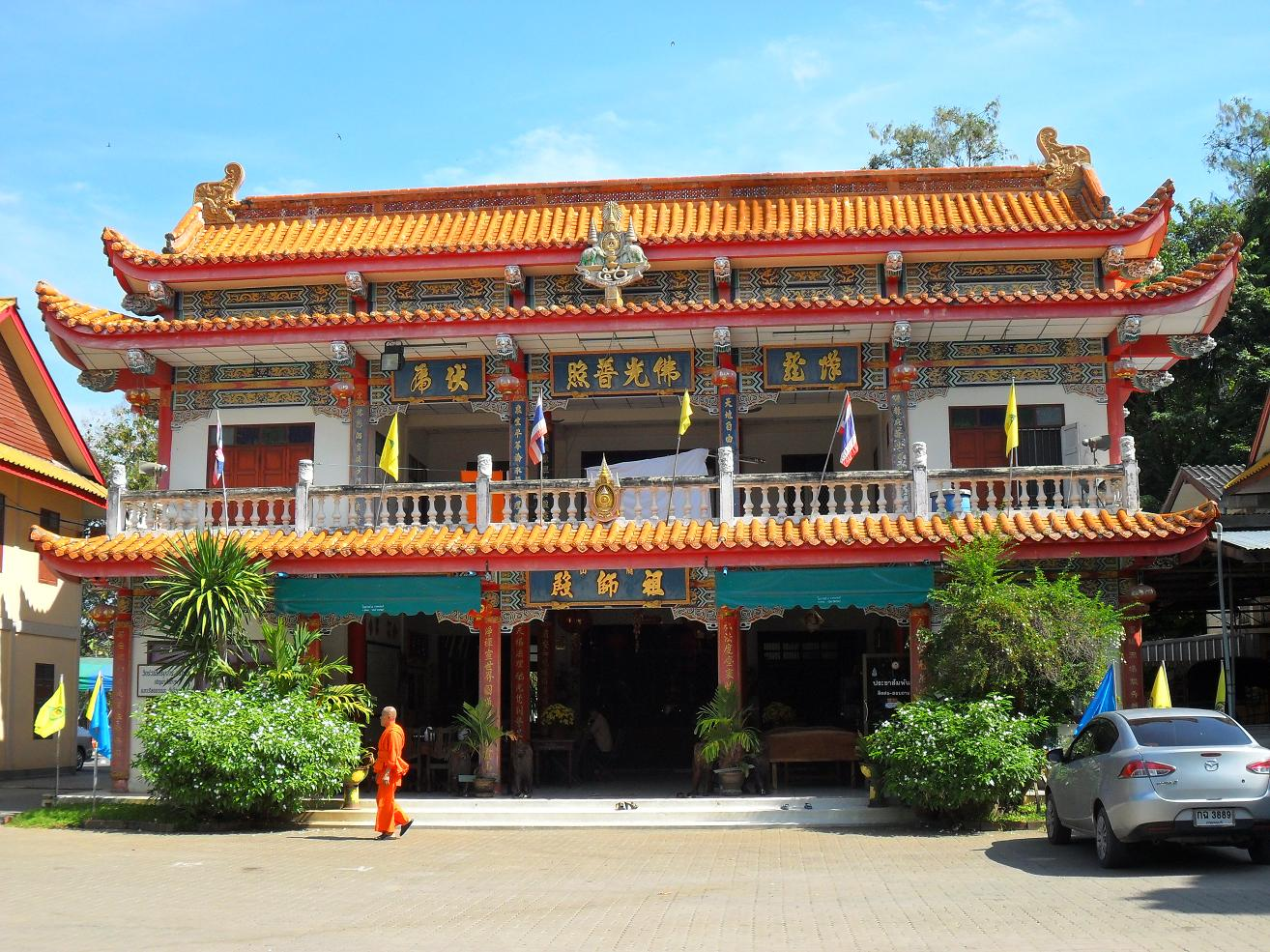
Wat Thawonwararam egy temploma
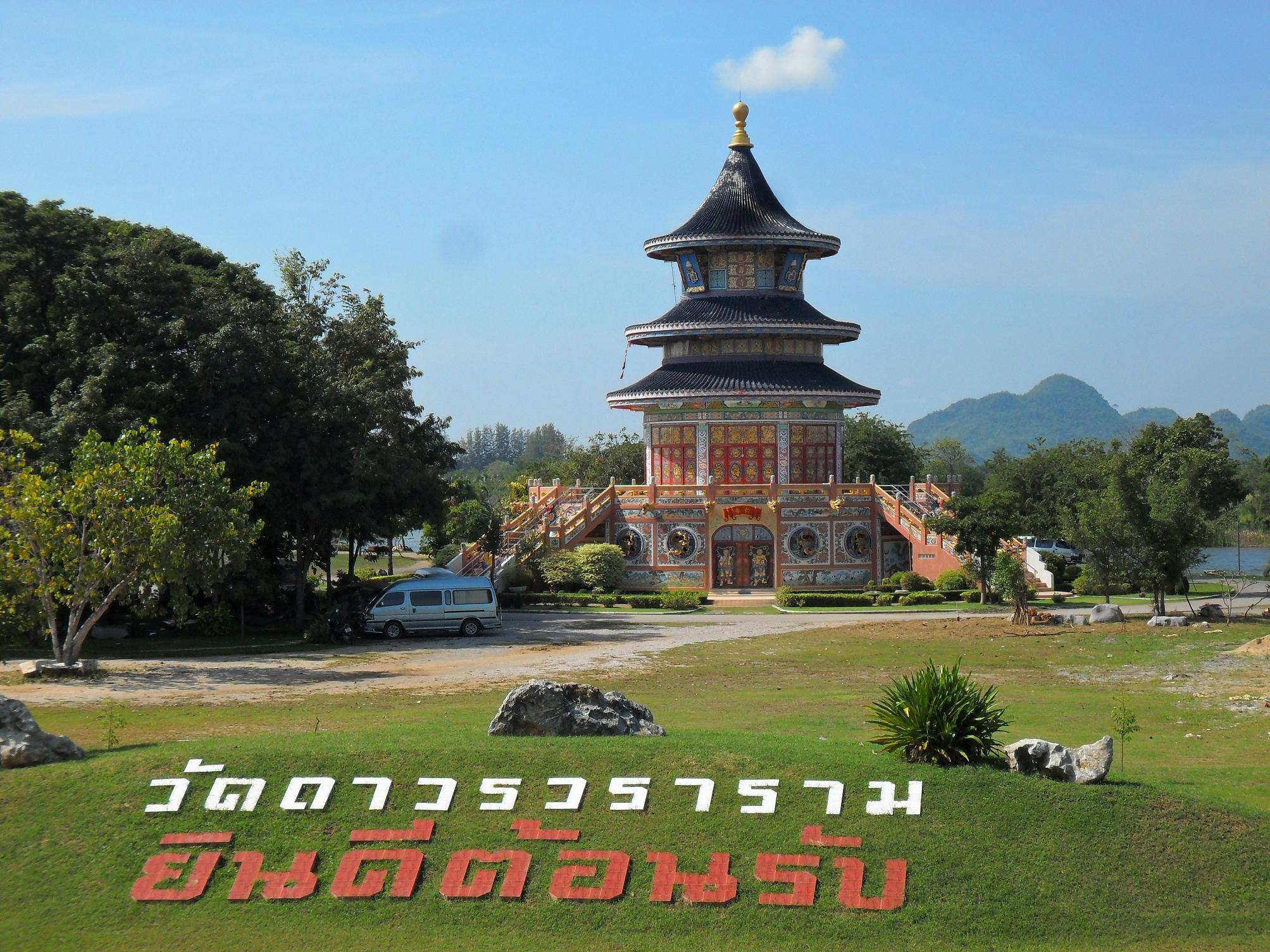
Pagoda, Wat Thawonwararam
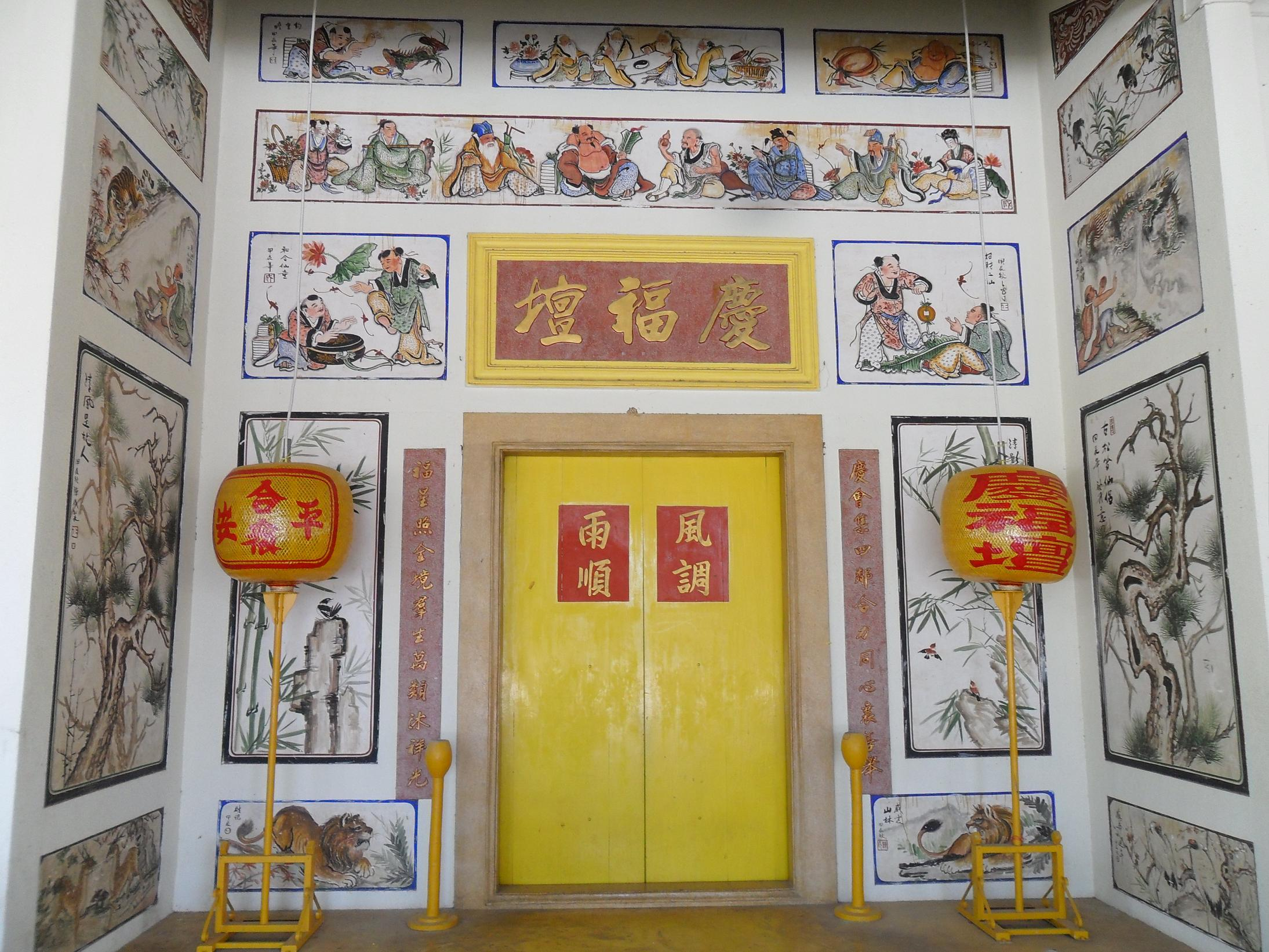
Kínai templom bejárata